# Raffaele Riario

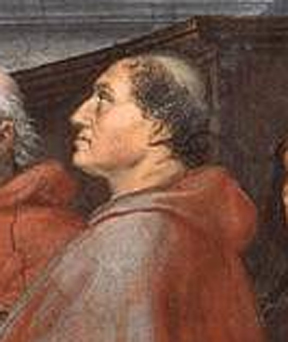
Raffaele Riario, Detail aus den Stanzen des Raffael (1512–1514)

Raffaele (Sansoni) Riario (* 3. Mai 1460 in Savona; † 9. Juli 1521 in Neapel) war der berühmte Kunstmäzen „Kardinal Riario“, der Sohn von Violante Riario della Rovere und Antonio Sansoni, der es vorzog, wegen der Verbindung zu seinem Großonkel Francesco della Rovere, der als Sixtus IV. Papst geworden war (1471–1484), den Mädchennamen seiner Mutter, Violante Riario, bzw. den seiner Großmutter, Bianca della Rovere, der Schwester des Papstes, anzunehmen.

## Kirchliche Laufbahn
Am 10. Dezember 1477 machte Papst Sixtus den siebzehnjährigen Raffaele Riario, Enkel seiner Schwester, zum Kardinal und ernannte ihn zum Kardinaldiakon von San Giorgio in Velabro. 1480 wurde er Kardinalpriester von San Lorenzo in Damaso. 1503 erhob ihn sein Onkel Papst Julius II. zum Kardinalbischof von Albano, 1507 für das Bistum Sabina, 1508 für das Bistum Porto-Santa Rufina und 1511 für das Bistum Ostia. Zudem übertrug er ihm zahlreiche Diözesen: Cuneo, Pisa, Salamanca, Tréguier und Osma. Zudem wurde er 1511 zum Dekan des Kardinalskollegiums erhoben, was mit der Würde des Kardinalbischofs von Ostia verbunden war.
Raffaele wurde 1478 durch die Pazzi-Verschwörung kompromittiert (obwohl er fast sicher nicht beteiligt war), da die Verschwörer (unter den Drahtziehern befand sich auch sein Onkel Girolamo Riario) den Besuch des neuernannten Kardinals in Florenz für ihr Attentat ausnutzten. Durch Lorenzo il Magnifico vor dem rachsüchtigen Mob geschützt, wurde er dennoch über einen Monat in „Schutzhaft“ gehalten, was Papst Sixtus IV. – neben der Hinrichtung des Erzbischofs von Pisa Francesco Salviati und anderer Geistlicher – als Begründung für seinen Krieg gegen Florenz nahm.
Solange Sixtus IV. lebte, protegierte er seinen Großneffen, der 1483 auch das wichtige Amt des Kardinalkämmerers (Camerlengo) erhielt.

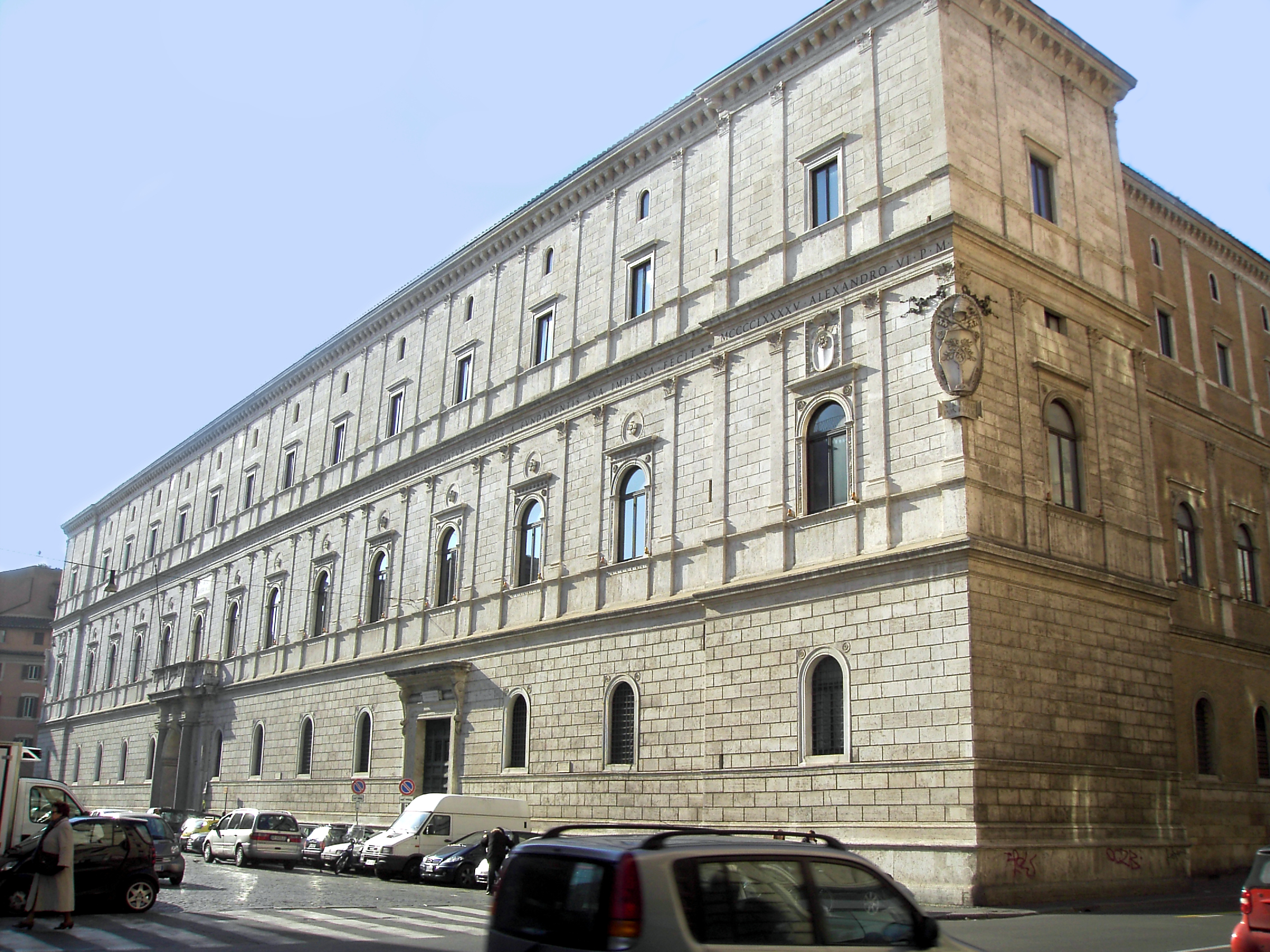
Der Palazzo della Cancelleria, ursprünglich Palazzo Riario

Während des Pontifikats seines Onkels Julius’ II. (Giuliano della Rovere) (1503–1513) erreichte Kardinal Riarios Machtstellung einen neuen Höhepunkt. So wurde er bereits einen Monat nach dem Amtsantritt des neuen Papstes zum Kardinalbischof mit der sich anschließenden, zuvor genannten Abfolge der suburbikarischen (bei Rom gelegenen) Bistümer erhoben. Zwischen 1485 und 1513 ließ er sich einen großen Palast als Residenz in Rom erbauen, der zunächst Palazzo Riario hieß und nach seinem Tod von der Kurie als Verwaltungssitz genutzt und in Cancelleria Nuova (Neue Kanzlei) umbenannt wurde; der Palazzo della Cancelleria dient bis heute kirchlichen Behörden als Sitz, darunter der Sacra Rota.
Nachdem er fünf Papst-Wechsel überstanden hatte, war Raffaele Riario wohl in eine Verschwörung gegen den Medici-Papst Leo X. verwickelt, die Kardinal Alfonso Petrucci 1517 organisierte, und für die er vor Gericht gestellt wurde. Er verlor seine Ämter und den Kardinalsrang, wurde aber – mangels Beweisen und gegen eine größere Geldzahlung – nach zwei Monaten wieder restituiert. Das Amt des Kardinalkämmerers (Camerlengo) erhielt er jedoch nur pro forma zurück. Politisch spielte er keine Rolle mehr. Etwa ein Jahr vor seinem Tode zog sich Kardinal Riario krank nach Neapel zurück.

## Mäzenatentum
Kardinal Riario rief Michelangelo nach Rom: Er hatte von einem römischen Bankier eine Cupido-Skulptur gekauft, die ihm als römische Antiquität angeboten wurde, die er aber als Fälschung erkannte – um den brillanten jungen Bildhauer zu suchen, der sie gemacht hatte.
Riarios erster Wohnsitz war der alte Palazzo Colonna, der Papst Martin V. (1417–1431) gehört hatte, und den er zwischen 1470 und 1480 erweiterte, um ihn dann an Kardinal Giuliano della Rovere weiterzugeben, den späteren Papst Julius II. Anschließend ging er 1485 an die Errichtung eines neuen Palastes, nachdem er den Kardinalpriestertitel von San Lorenzo in Damaso erhalten hatte. Während der ersten Jahre der Bautätigkeit wohnte er im späteren Palazzo Altemps, bis er 1496 in seinen Neubau, den später so genannten Palazzo della Cancelleria, einzog, einen der schönsten stadtrömischen Paläste der Hochrenaissance; auch seine Titelkirche ließ er neu bauen und inkorporierte sie architektonisch in den Palastkomplex, der 1513 vollendet wurde. Zwischen 1499 und 1503 zog sich Riario aus Rom zurück, weil er in Zwist mit Papst Alexander VI. (1492–1503) und seinem Sohne Cesare Borgia geraten war.
Raffaele Riario starb als Kardinalbischof von Ostia.